# Charles Horace Mayo
Charles Horace Mayo (Rochester, 19 de julho de 1865 — Chicago, 26 de maio de 1939) foi um médico americano. Foi um dos maiores cirurgiões do país, atuando em todos os campos da cirurgia. Foi um dos fundadores da clínica Mayo.

## Carreira
Charles se formou na escola de medicina da Northwestern University em 1888 e juntou-se ao pai, William Worrall Mayo, e ao irmão mais velho, William James Mayo, em seu consultório médico particular em Rochester, Minnesota.

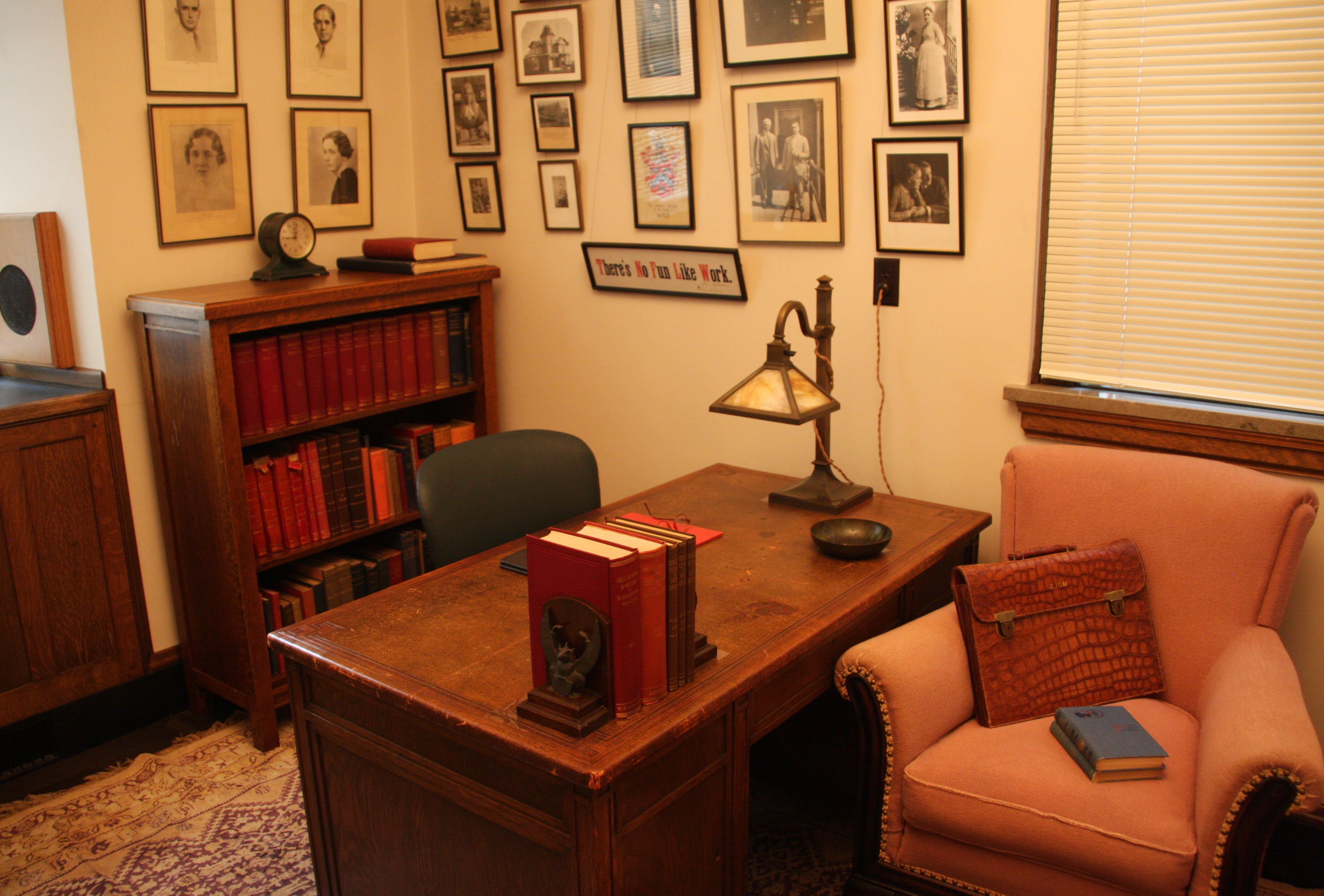
Último cargo de Charles Mayo como foi durante sua vida

O primeiro parceiro dos Mayos foi Augustus Stinchfield, que foi contratado por William Worrall Mayo. Uma vez no lugar como um parceiro na prática privada, WW Mayo aposentou-se aos 73 anos. A clínica privada tornou-se a Clínica Mayo sem fins lucrativos em 1919. Nesse ponto, os sócios restantes passaram a receber salários, e a Mayo Properties Association foi estabelecido. A primeira "prática de grupo integrado" do mundo foi estabelecida por sete sócios e funcionários.
A Clínica Mayo passou a ser considerada uma das principais instituições de tratamento médico e pesquisa do mundo. Durante a vida de Mayo, ele registrou um milhão de pacientes.
A ideia de especialização médica foi desenvolvida por este grupo de pioneiros da medicina. Desenvolveu-se um relacionamento próximo e duradouro entre a Mayo Clinic e a University of Minnesota Medical School. CH Mayo se especializou em cirurgia da tireoide e do sistema nervoso.

Ele também foi responsável pelos pacientes oftálmicos da clínica até 1908. Ele e seus primeiros parceiros insistiram em condições estéreis na sala de cirurgia, e esse foi um dos muitos fatores que contribuíram para os primeiros sucessos cirúrgicos da prática médica.